# Ногалес (Веракрус)
Ногалес (исп. Nogales) — город в Мексике, в штате Веракрус, входит в состав муниципалитета одноимённого и является его административным центром. Численность населения, по данным переписи 2020 года, составила 21 261 человек.

## Общие сведения
Название Nogales в дословном переводе с испанского языка — ореховое дерево, дано вследствие большого количества растущих в этом регионе ореховых рощ.
Поселение было основано в доиспанский период, его первое упоминание относится к 1450 году, когда Монтесума I завоевал этот регион.
Поселение в это время называлось Остотипан (исп. Oztotipán) или Остотипак (исп. Oxtotípac), что с языка науатль можно перевести как: место, где находится пещера.
В 1524 году по приказу Эрнана Кортеса поселение стало энкомьендой под управлением Охеды эль Туэрто.
В 1610 году поселение получило название Инхенио-де-лос-Ногалес-де-Сан-Хуан-Баутиста, а в 1730 году сменилось на Сан-Хуан-Баутиста-Ногалес.
В 1895 году в поселении проживало 4105 человек, а в названии осталось только Ногалес.
В 1910 году Ногалес получает статус вильи, а в 1971 году — статус города.
Ногалес входит в большую агломерацию Орисабы, расположен в 150 км к югу от столицы штата, города Халапа-Энрикес, на федеральной трассе 150.

## Население
| Год  | Численность | Численность |
| ---- | ----------- | ----------- |
| 2010 | 22 085      | [ 7 ]       |
| 2020 | 21 261      | [ 8 ]       |